# Cod ATC C10
Codul ATC C10 Hipolipemiante este o parte a sistemului de clasificare anatomică, terapeutică și chimică a medicamentelor, un sistem dezvoltat de către Organizația Mondială a Sănătății (OMS) pentru clasificarea medicamentelor și a altor produse medicinale. Subgrupul C10 este o parte a grupului C Sistemul cardiovascular.
Codurile pentru preparatele de uz veterinar sunt create prin alipirea literei Q în fața codului ATC corespunzător produsului pentru uz uman; de exemplu, QC10. 

## C10A Hipolipemiante

### C10AA Inhibitori deHMG-CoA reductază
C10AA01 Simvastatină
C10AA02 Lovastatină
C10AA03 Pravastatină
C10AA04 Fluvastatină
C10AA05 Atorvastatină
C10AA06 Cerivastatină
C10AA07 Rosuvastatină
C10AA08 Pitavastatină

### C10ABFibrați
C10AB01 Clofibrat
C10AB02 Bezafibrat
C10AB03 Clofibrat de aluminiu
C10AB04 Gemfibrozil
C10AB05 Fenofibrat
C10AB06 Simfibrat
C10AB07 Ronifibrat
C10AB08 Ciprofibrat
C10AB09 Etofibrat
C10AB10 Clofibrid
C10AB11 Fenofibrat de colină

### C10AC Rășini fixatoare deacizi biliari
C10AC01 Colestiramină
C10AC02 Colestipol
C10AC03 Colextran
C10AC04 Colesevelam

### C10AD Acid nicotinic și derivați
C10AD01 Niceritrol
C10AD02 Acid nicotinic
C10AD03 Nicofuranoză
C10AD04 Nicotinat de aluminiu
C10AD05 Nicotinil alcool
C10AD06 Acipimox
C10AD52 Acid nicotinic, combinații

### C10AX Alte hipolipemiante
C10AX01 Dextrotiroxină
C10AX02 Probucol
C10AX03 Tiadenol
C10AX05 Meglutol
C10AX06 Omega-3-trigliceride
C10AX07 Piridoxal-5-fosfat glutamat de magneziu
C10AX08 Policosanol
C10AX09 Ezetimib
C10AX10 Alipogen tiparvovec
C10AX11 Mipomersen
C10AX12 Lomitapidă
C10AX13 Evolocumab
C10AX14 Alirocumab
C10AX15 Acid bempedoic

## C10B Hipolipemiante, combinații

### C10BA Inhibitri de HMG-CoA reductază și alte hipolipemiante
C10BA01 Lovastatină și acid nicotinic
C10BA02 Simvastatină și ezetimib
C10BA03 Pravastatină și fenofibrat
C10BA04 Simvastatină și fenofibrat
C10BA05 Atorvastatină și ezetimib
C10BA06 Rosuvastatină și ezetimib
C10BA07 Rosuvastatină și acizi grași omega-3
C10BA08 Atorvastatină și acizi grași omega-3
C10BA09 Rosuvastatină și fenofibrat

### C10BX Inhibitri de HMG-CoA reductază, alte combinații
C10BX01 Simvastatină și acid acetilsalicilic
C10BX02 Pravastatină și acid acetilsalicilic
C10BX03 Atorvastatină și amlodipină
C10BX04 Simvastatin, acid acetilsalicilic și ramipril
C10BX05 Rosuvastatină și acid acetilsalicilic
C10BX06 Atorvastatin, acid acetilsalicilic și ramipril
C10BX07 Rosuvastatin, amlodipină și lisinopril
C10BX08 Atorvastatină și acid acetilsalicilic
C10BX09 Rosuvastatină și amlodipină
C10BX10 Rosuvastatină și valsartan
C10BX11 Atorvastatin, amlodipină și perindopril
C10BX12 Atorvastatin, acid acetilsalicilic și perindopril
C10BX13 Rosuvastatin, perindopril și indapamidă
C10BX14 Rosuvastatin, amlodipină și perindopril
C10BX15 Atorvastatină și perindopril
C10BX16 Rosuvastatină și fimasartan
C10BX17 Rosuvastatină și ramipril